# Equalizer
En equalizer er et lydteknisk værktøj, der direkte oversat betyder "udjævner". Equalizerens primære opgave er at justere frekvensgangen via frekvensbåndskontrollerne, således at output linjesignal eller højttaler har en lineær frekvensgang.[kilde mangler] En equalizer kan hæve og sænke volumen i udvalgte frekvensbånd i lydspektrummet, hvorved de forskellige frekvensbånd optræder med en anden balance. Equalizere benyttes i forskellige sammenhænge, hvor der ønskes en manipulering af frekvenser, eksempelvis ved livekoncerter, musikindspilninger og i andre mediesammenhænge
Equalizere findes i flere formen, de mest anvendte er grafisk equalizer og parametrisk equalizer.
En equalizer indsættes typisk efter en forforstærker og før en effektforstærker.